# William Earl Johns
William Earl Johns (5. února 1893, Hereford, Anglie – 21. června 1968) byl britský pilot a spisovatel, autor knih o Bigglesovi.
Války se účastnil jako britský válečný pilot. V první světové válce létal na letounech de Havilland DH 4, byl ale sestřelen letkou letounů Albatros D.V. Jeho střelec zahynul. Němci Johnse zajali, spletli si ho s pilotem podobného letadla, které shodilo bombu na německou školu. Johns měl být popraven, avšak omyl byl včas zjištěn a Johns byl na konci války vydán zpět do rukou Britů. V roce 1932 vydal svoji první povídku o světoznámém Bigglesovi. Povídka se jmenovala Bílý Fokker. K motivaci k Bigglesovi a Worrals, o které psal na zakázku pro Pomocné ženské sbory RAF, známé jako WAAF, snad posloužili Johnsovi přátelé, např. Lawrence z Arábie. V době bitvy o Británii a druhé světové války cvičil piloty pro RAF. Pak se plně věnoval psaní povídek a románů. W. E. Johns zemřel v roce 1968. V češtině jeho knihy vydávala v letech 1992–2004 nakladatelství Riopress a Toužimský & Moravec, některé díly ze série však byly už vydány i dříve.

## Dílo
Johns byl velmi plodný autor, v letech 1922–68 napsal na 160 knih. První povídku Mossyface v roce 1922 vydal pod pseudonymem „William Earle“
Nejznámějším Johnsovým dílem jsou knihy o Bigglesovi, kterých vyšlo od roku 1932 celkem 78 + 18 povídkových + 1 nedokončená vydaná až 1998 + 4 zmínky v knihách o Gimletovi
Celkem 191 povídek, z toho ale jedna s Gimletem v hlavní roli.
K dalším dílům patří:
- 6 knih o Steeley, válečném pilotovi (1936–1939)
- Knihy o Worrals (1941–1950), celkem 11 knih a tři povídky
- Knihy o Gimletovi (1943–1954), celkem 10 knih a jedna povídka. V jedné povídce a čtyřech knihách vystupuje jako vedlejší postava Biggles.
- 10 sci-fi knih (1954–1963) o meziplanetárních dobrodružstvích bývalého pilota RAF Timothy 'Tiger' Clintono, jeho syna Rexe, profesora Luciuse Braneho (který vymyslel kosmickou loď) a jeho sluhy Judkinse
- 8 dalších knih pro mládež
- 10 knih pro dospělé
- 12 knih naučných

a desítky článků v různých časopisech.